# Lima (Paraguay)
Lima es un municipio ubicado en el departamento de San Pedro. Fue fundada en 1792 como una reducción indígena por  Fray Pedro de Bartolomé y recibió el nombre de San Francisco de Asís del Aguaray, como una misión de Indios Guanás.
La actividad económica de la región está basada principalmente en la agricultura y su centro urbano cuenta con alrededor de 3.000 habitantes, y por la misma se tiene acceso a través de la Ruta PY08. Como atractivo, conserva su antigua Iglesia de adobe, erigida en tiempos de la colonia.

## Historia
Es una de las poblaciones típicas nacidas a finales del siglo XVIII que conservan una fuerte impronta franciscana, mientras Choré y Guayaybi se destacan por su intensa producción agrícola. Hasta hoy conserva su antigua iglesia de adobe, erigida en tiempos de la colonia.
Uno de los distritos del Segundo departamento de San Pedro, Paraguay, situada a más de 220 km de la Ciudad de Asunción. Fue fundada en el año 1792 y se le atribuye a Fray Pedro Bartolomé, como una misión de Indios Guanás, a orillas del Río Aguaray.
Lima fue creada en el año 1901, con una superficie aproximada de 992 km². Está situada sobre el Río Aguaray Guazú y tiene como principales actividades la ganadería, la explotación de la yerba mate y algunos cultivos agrícolas. Cuenta también con aeródromos para máquinas medianas y pequeñas.

## Geografía
En Lima se encuentra la Reserva Ecológica de Capiitindy, con una superficie de 102 hectáreas que fue creada en el año 1995, por Resolución N.º 1251. Limita al norte con Nueva Germania y Santa Rosa del Aguaray, separados por el Río Aguaray Guazú; al sur con San Pablo y Choré, separados por el Río Jejui Guazú; al este con Resquín; y al oeste con San Pedro del Ycuamandiyú y Nueva Germania, separados por el Río Aguaray Guazú.
Sus principales afluentes son el río Aguaray Guazú y el río Jejuí Guazú, el menos contaminado del país.

## Clima
Es húmedo y lluvioso, la humedad relativa es del 70 al 80%. La media es de 23 °C, la máxima en verano es de 35 °C y la mínima de 10 °C.

## Demografía
Cuenta con una población total de 10 303 habitantes, según datos oficiales del censo paraguayo de 2022.

## Infraestructura
La ciudad es una de las que más crecen económicamente en el Departamento de San Pedro. Su principal fuente de ingreso es la naranja lima y remedios yuyos. Se accede a este distrito por la Ruta PY08. Las demás rutas se encuentran sin pavimento. Los caminos internos carecen totalmente de algún tipo de pavimentación, solo con las del tipo empedrado. Actualmente este distrito cuenta con servicios de transporte público con servicios interdistritales y servicios periódicos hasta la capital del país, también a la Ciudad del Este, a Pedro Juan Caballero, a Brasil, Argentina y Chile. Además, el Distrito cuenta con un aeropuerto (pista de aterrizaje).